# Cuijk en Sint Agatha
Cuijk en Sint Agatha (of: Cuijk en St Agatha) is een gemeente in Noord-Brabant die bestond van 1810 tot 1994.
In 1810 werd het voordien zelfstandige dorp Sint Agatha samengevoegd met het veel grotere Cuijk. Het dorp Sint Agatha behield nog enige zelfstandigheid, zoals tot 1936 een eigen financiële administratie.
In 1942 werd een gedeelte van de gemeente Linden bij de gemeente Cuijk en Sint Agatha gevoegd. Dit omvatte het dorp Katwijk en de buurtschap Klein Linden.
In 1994 werd de gemeente opgeheven om op te gaan in de veel grotere fusiegemeente Cuijk. 
Het gemeentewapen van Cuijk en Sint Agatha is afgeleid van dat van de Heren van Cuijk. Het bevat onder meer acht merletten. Dit wapen werd, zij het voorzien van een kroon, overgenomen door de fusiegemeente.
Op 1 januari 2022 fuseerde deze gemeente Cuijk opnieuw. Deze keer vormde het met de plaatsen Boxmeer, Grave, Mill en Sint Hubert en Sint Anthonis de nieuwe gemeente Land van Cuijk. 

## Geboren
- Johan Driessen (1981), politicus
- Caroline van der Plas (1967), politica